# Marpissa obtusa
Marpissa obtusa är en spindelart som beskrevs av Barnes 1958. Marpissa obtusa ingår i släktet Marpissa och familjen hoppspindlar. Inga underarter finns listade i Catalogue of Life.